# Carl-Johan Bergman
Pour les articles homonymes, voir Bergman.
Carl-Johan Bergman, né le 14 mars 1978 à Ekshärad, est un biathlète suédois actif de 2000 à 2014.

## Biographie
Bergman commence à prendre part à la Coupe du monde dans des relais en 2000 et individuellement en 2001. En 2002, il concourt à ses premiers Jeux olympiques à Salt Lake City. En fin d'année 2003, il monte sur son premier podium en relais à Kontiolahti et plus tard sur son premier podium individuel à l'issue de la poursuite de Fort Kent (20/20 au tir).
Son meilleur résultat individuel aux Jeux olympiques d'hiver est une 18e place sur la poursuite de Vancouver en 2010, il a terminé en outre 4e du relais en 2006 avec la Suède. Il signe sa première victoire en Coupe du monde durant la saison 2005-2006, remportant le sprint de Kontiolahti devant le Polonais Tomasz Sikora. Il remporte deux sprints supplémentaires plus de cinq ans plus tard à Östersund et Hochfilzen. Double médaillé en individuel aux Championnats du monde en 2012, Bergman annonce son retrait de la compétition à l'issue de la saison 2013-2014.
Bien après la fin de sa carrière, il complète son palmarès en récupérant deux médailles de bronze en relais à la suite de la disqualification tardive des Russes à cause du dopage d'Ustyugov sur des épreuves que les Suédois avaient terminées initialement au pied du podium : la première aux Jeux olympiques de 2010, la seconde aux championnats du monde de 2011.
Il s'est marié avec la biathlète norvégienne Liv Kjersti Eikeland.

## Palmarès

### Jeux olympiques
| Épreuve / Édition                   | Individuel | Sprint | Poursuite | Départ en masse                  | Relais                              | Relais mixte                     |
| Jeux olympiques 2002 Salt Lake City | 40e        | 28e    | 36e       | Épreuve inexistante à cette date | 14e                                 | Épreuve inexistante à cette date |
| Jeux olympiques 2006 Turin          | 23e        | 53e    | DNS       | 29e                              | 4e                                  | Épreuve inexistante à cette date |
| Jeux olympiques 2010 Vancouver      | 60e        | 41e    | 18e       | -                                | Médaille de bronze, Jeux olympiques | Épreuve inexistante à cette date |
| Jeux olympiques 2014 Sotchi         | 36e        | 24e    | 34e       | -                                | 9e                                  | -                                |

- - : pas de participation à l'épreuve.
- : épreuve inexistante ou non olympique

### Championnats du monde
| Mondiaux \ Épreuve          | Individuel                   | Sprint                       | Poursuite                    | Départ en masse              | Relais                       | Relais mixte                     |
| 2001 Pokljuka               | DNS                          | 66e                          | —                            | —                            | 16e                          | Épreuve inexistante à cette date |
| 2003 Khanty-Mansiïsk        | 75e                          | 27e                          | 27e                          | —                            | 7e                           | Épreuve inexistante à cette date |
| 2004 Oberhof                | 9e                           | 36e                          | 21e                          | 28e                          | 6e                           | Épreuve inexistante à cette date |
| 2005 Hochfilzen / Khanty-M. | 39e                          | 8e                           | 11e                          | 15e                          | 7e                           | 13e                              |
| 2006 Pokljuka               | Jeux olympiques de Turin     | Jeux olympiques de Turin     | Jeux olympiques de Turin     | Jeux olympiques de Turin     | Jeux olympiques de Turin     | 6e                               |
| 2007 Antholz                | 39e                          | 34e                          | 23e                          | —                            | 7e                           | Médaille d'or, monde             |
| 2008 Östersund              | 24e                          | 28e                          | 29e                          | —                            | 6e                           | 4e                               |
| 2009 Pyeongchang            | —                            | 79e                          | —                            | 27e                          | 9e                           | Médaille d'argent, monde         |
| 2010 Khanty-Mansiïsk        | Jeux olympiques de Vancouver | Jeux olympiques de Vancouver | Jeux olympiques de Vancouver | Jeux olympiques de Vancouver | Jeux olympiques de Vancouver | Médaille de bronze, monde        |
| 2011 Khanty-Mansiïsk        | 11e                          | 46e                          | 27e                          | 28e                          | Médaille de bronze, monde    | 4e                               |
| 2012 Ruhpolding             | —                            | Médaille de bronze, monde    | Médaille d'argent, monde     | 6e                           | 16e                          | —                                |
| 2013 Nove Mesto             | 35e                          | 52e                          | 33e                          | —                            | 10e                          | —                                |

Légende :

 : première place, médaille d'or

 : deuxième place, médaille d'argent

 : troisième place, médaille de bronze

 : épreuve inexistante

— : Carl-Johan Bergman n'a pas participé à cette épreuve

### Coupe du monde
- Meilleur classement général : 6e en 2012.
- Meilleur classement du sprint : 3e en 2012.
- 30 podiums :
  - 13 podiums individuels : 3 victoires, 3 deuxièmes places et 7 troisièmes places.
  - 13 podiums en relais : 2 victoires, 4 deuxièmes places et 7 troisièmes places.
  - 4 podiums en relais mixte : 2 victoires, 1 deuxième place et 1 troisième place.

#### Classements en coupe du monde
| Saison    | Classement général final | Individuel | Sprint | Poursuite | Mass start |
| 2001-2002 | 61e                      | 48e        | 64e    | 61e       |            |
| 2002-2003 | 40e                      | 12e        | 38e    | 59e       |            |
| 2003-2004 | 24e                      | 8e         | 33e    | 22e       | 39e        |
| 2004-2005 | 14e                      | 11e        | 16e    | 15e       | 18e        |
| 2005-2006 | 11e                      | 30e        | 10e    | 8e        | 23e        |
| 2006-2007 | 24e                      | nc         | 20e    | 18e       | 34e        |
| 2007-2008 | 28e                      | 49e        | 24e    | 31e       | 32e        |
| 2008-2009 | 8e                       | 6e         | 10e    | 16e       | 9e         |
| 2009-2010 | 28e                      | nc         | 22e    | 17e       | 24e        |
| 2010-2011 | 13e                      | 20e        | 15e    | 6e        | 17e        |
| 2011-2012 | 6e                       | 33e        | 3e     | 8e        | 9e         |
| 2012-2013 | 30e                      | 33e        | 39e    | 21e       | 30e        |
| 2013-2014 | 33e                      | nc         | 33e    | 26e       | 30e        |

#### Détail des victoires individuelles
| Saison / Épreuve | Sprint               | Poursuite | Individuel | Départ en masse | Total |
| 2005-2006        | Kontiolahti          | -         | -          | -               | 1     |
| 2011-2012        | Östersund Hochfilzen | -         | -          | -               | 2     |
| Total            | 3                    | 0         | 0          | 0               | 3     |